# Championnat de France de football australien 2009
Navigation
2010
L'édition 2009 du Championnat de France de football australien est la saison inaugurale de cette compétition rassemblant les meilleurs clubs de France. Il réunit 4 des 6 équipes existantes et est organisé par la Commission Nationale de Football Australien (actuel Comité national de football australien).

## Clubs participants
| \| Bordeaux Montpellier Paris Strasbourg \| Localisation des clubs engagés dans le championnat. |
| Bordeaux Montpellier Paris Strasbourg                                                           |

Le 1er Championnat de France de football australien ne réunit que les 4 plus anciens clubs actifs de France, Perpignan et Toulouse n'étant pas assez bien formés à l'époque pour pouvoir participer à cette compétition. Néanmoins, ces équipes envoient des joueurs pour renforcer les effectifs. Présentations des équipes:
- Bordeaux Bombers:
- Montpellier Fire Sharks
- Paris Cockerels
- Strasbourg Kangourous: La plus vieille équipe de France

## Faits marquants

### 1rejournée
- Les Montpellier Fire Sharks ont l'honneur d'accueillir la première journée du premier Championnat de France de l'histoire.
- Victoire des Strasbourg Kangourous sur les Bordeaux Bombers, aidés par l'apport de joueurs des Perpignan Tigers.
- Le meilleur marqueur des Strasbourg Kangourous et des Montpellier Fire Sharks est un joueur des Perpignan Tigers: Loïc DI DOMIZIO.

### 2ejournée
- Les Kangourous de Strasbourg continuent de surprendre et gagnent les Montpellier Fire Sharks après un match très serré.
- Les Paris Cockerels inflige au Bordeaux Bombers la plus grosse défaite de leur histoire. Sylvain dit le J la écrasé en 2023

### 3ejournée
- Pour la première fois, les matchs ne se dérouleront pas au même endroits, Bordeaux et Montpellier préfèrent jouer à Toulouse, pour des questions de coûts du trajet (les joueurs devant les payer...). Le match, initialement prévu le 1er juin, est reporté trois jours avant au 13 juin, faute de stade.
- En revanche, l'autre match se déroule comme prévu le 6 juin 2009 à Strasbourg. Dans cette "finale" du championnat de France, les Paris Cockerels agrandissent leurs palmarès aux dépens des courageux Strasbourg Kangourous. Les Cockerels restent encore invaincu dans une compétition française.

## Résultats

### 1rejournée
| 29 mars, 2009    |        |                       |                                              |
| Bordeaux Bombers | 50-107 | Strasbourg Kangourous | Annexe du Stade de Rugby Saint-Jean-de-Védas |
| 6,14 (50)        |        | 15.17 (107)           | Annexe du Stade de Rugby Saint-Jean-de-Védas |

| 29 mars, 2009           |        |                 |                                              |
| Montpellier Fire Sharks | 74-146 | Paris Cockerels | Annexe du Stade de Rugby Saint-Jean-de-Védas |
| 11,8 (74)               |        | 22.14 (146)     | Annexe du Stade de Rugby Saint-Jean-de-Védas |

### 2ejournée
| 9 mai, 2009     |        |                  |                         |
| Paris Cockerels | 194-46 | Bordeaux Bombers | Stade du Polygone Paris |
| (34).(14) (194) |        | (6).(10) (46)    | Stade du Polygone Paris |

| 9 mai, 2009             |       |                       |                         |
| Montpellier Fire Sharks | 84-98 | Strasbourg Kangourous | Stade du Polygone Paris |
| (11).(18) (84)          |       | (14).(14) (98)        | Stade du Polygone Paris |

### 3ejournée
| 6 juin, 2009          |        |                 |                                            |
| Strasbourg Kangourous | 61-103 | Paris Cockerels | Complexe Sportif de Hautepierre Strasbourg |
| (7).(19) (61)         |        | (16).(7) (103)  | Complexe Sportif de Hautepierre Strasbourg |

| 13 juin, 2009    |       |                         |                               |
| Bordeaux Bombers | 54-78 | Montpellier Fire Sharks | Stade Robert Barrant Toulouse |
| (7).(12) (54)    |       | (12).(6) (78)           | Stade Robert Barrant Toulouse |

## Classement
| Position | Club                    | Joués | Gagnés | Nuls | Perdus | Pp  | Pc  | Diff     | Points |
| -------- | ----------------------- | ----- | ------ | ---- | ------ | --- | --- | -------- | ------ |
| 1re      | Paris Cockerels         | 3     | 3      | 0    | 0      | 443 | 181 | 244,75 % | 12     |
| 2e       | Strasbourg Kangourous   | 3     | 2      | 0    | 1      | 266 | 237 | 112,24 % | 8      |
| 3e       | Montpellier Fire Sharks | 3     | 1      | 0    | 2      | 236 | 298 | 79,19 %  | 4      |
| 4e       | Bordeaux Bombers        | 3     | 0      | 0    | 3      | 150 | 379 | 39,58 %  | 0      |

Légende : Pp : nombre de points marqués, Pc : nombre de points encaissés, Diff. : différence de points.